# Astragalus sangcharakensis
Astragalus sangcharakensis är en ärtväxtart som beskrevs av Dieter Podlech. Astragalus sangcharakensis ingår i släktet vedlar, och familjen ärtväxter. Inga underarter finns listade i Catalogue of Life.